# بخش ان لائو
بخش ان لائو (به لاتین: An Lão District) یک منطقهٔ مسکونی در ویتنام است که در جنوب ساحل مرکزی واقع شده‌است.

## خصوصیات
بخش ان لائو ۶۹۲ کیلومترمربع مساحت و ۲۴٬۳۰۰ نفر جمعیت دارد.